# Круцціні
Круцціні (фр. Cruzzini корс. Cruzinu) — річка Корсики (Франція). Довжина 18,6 км, витік знаходиться на висоті 1 907 метрів над рівнем моря на схилах гори Мурателло (Muratello) (2141 м). Впадає в річку Лямоне на висоті 52 метрів над рівнем моря.
Протікає через комуни: Пастриччола, Рецца, Аццана, Саліче, Розація, Лопінья і тече територією департаменту Південна Корсика та кантоном Круцині-Чинарка (Cruzini-Cinarca)